# Petycja producentów świec
Petycja producentów świec jest znaną satyrą na protekcjonizm napisaną i opublikowaną w roku 1845 przez francuskiego ekonomistę Frédérica Bastiata w celu ukazania absurdów polityki protekcjonizmu.
W petycji tej, producenci świec oraz inni przedstawiciele przemysłu oświetleniowego domagają się zabezpieczenia swoich interesów przed nieuczciwą (ich zdaniem) konkurencją "zagranicznego rywala", jakim jest Słońce. W związku z tym, że pracuje on w lepszych od nich warunkach oraz "zalewa nim nasz krajowy rynek po niesłychanie niskiej cenie", domagają się ustawowego ograniczenia korzystania ze światła słonecznego.